# ダビフッラー・マフラーミ
ダビフッラー・マフラーミ(Dhabihu'llah Mahrami、1946年～2005年12月15日）は、イラン出身のバハイ教徒である。イスラームからの離脱の罪を追及され、投獄されていた。彼は投獄されてから10年後に独房の中で亡くなっているのが発見された。
マフラーミはかつてイランの公務員であったが、バハイ教徒であることが発覚したため職を追われた。バハイ教の信者はイスラーム共和制において迫害され、雇用の機会を奪われていた。1995年8月16日に彼はヤズドのイスラーム革命法廷によって召喚され、彼のバハイ教への信仰について尋問を受けた。続く2･3ヶ月の間、法廷は何回も彼を召還し、バハイ教の信仰を捨てるよう求めた。彼が棄教を拒否したところ、法廷は彼をイスラームからの離脱の罪に問い、1996年1月2日に死刑を宣告した。そして彼の財産はすべて没収された。
マフラーミは生涯を通じてのバハイ教徒であったが、それがイスラームからの離脱（棄教）の罪に問われてしまったのは、同情したムスリムの同僚が、マフラーミが職を失わないようにと、彼は過去に（バハイ教から）イスラームに改宗した、と述べたためである。
マフラーミの弁護士は最高裁判所に上訴したが、1997年1月28日に最高裁判所は死刑の判決を確定させ、家族にも口頭でそのことが伝えられた。2000年3月に、国際社会からの抗議を受け、彼への判決は終身刑へと変更された。彼は死ぬまでヤズドの監獄に入れられ、肉体労働に従事することを命じられた。投獄されてから10年後、彼は独房の中で死んでいるのを発見された。政府は家族に、彼は心臓病で死んだと報告したが、彼は死の少し前まで健康であると伝えられていた。
彼の死の後、アムネスティー・インターナショナルやアメリカ合衆国政府などの機関はイランに対し彼の死に関する全面的な調査をするよう求め、合わせてすべてのイラン国民に信教の自由を認めるよう要請した。